# Décès en 896
Décès
- 892
- 893
- 894
- 895
- 896
- 897
- 898
- 899
- 900

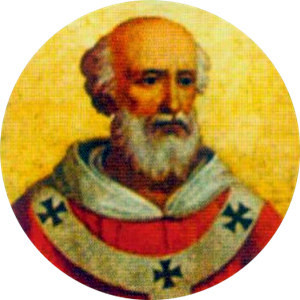
Formose mort en 896.

Cette page dresse une liste de personnalités mortes au cours de l'année 896 :
- 4 avril : Formose, pape.
- 26 avril : Boniface VI, pape.
- 17 juin : Raoul de Cambrai, comte de Cambrai.
- juillet : Gourgen Ier Arçrouni, prince de Vaspourakan et d'Andzévatsik.

- Adarnassé VII Bagration, prince géorgien.
- Al-Dinawari, botaniste, historien, astronome et mathématicien kurde.
- Ibn Al-Roumi, poète chiite d’origine byzantine.
- Bérenger II de Neustrie, comte de Bayeux et marquis de Neustrie.
- Ermengarde, deuxième fille de l'empereur d'Occident Louis II le Jeune et d'Engelberge.
- Khumarawaih, gouverneur d’Égypte.
- Miron le Vieux, comte de Conflent et comte du Roussillon.
- Sigtryggr Ier de Dublin, viking, roi de Dublin.
- Flann mac Lonáin, poète irlandais.

## Crédit d'auteurs
- Cet article est partiellement ou en totalité issu de l'article intitulé « 896 » (voir la liste des auteurs).